# Felix Kulov
Felix Sharshenbayevich Kulov (en kirguís: Феликс Шаршенбаевич Кулов; n. 29 de octubre de 1948) es un ex-policía y político kirguís. Fungió como Vicepresidente de su país entre 1992 y 1993. Fue Primer ministro de Kirguistán entre 2005 y 2007, después de la Revolución de los Tulipanes. Primero se desempeñó en el cargo desde el 1 de septiembre de 2005 hasta que renunció el 19 de diciembre de 2006. Kurkmanbek Bakíev lo volvió a nombrar el mismo día, pero la oposición parlamentaria lo rechazó y votaron por aprobar su reemplazo el 29 de enero. Kulov cofundó y actualmente dirige el partido Ar-Namys, actualmente con presencia en el Consejo Supremo de Kirguistán.